# 歐姓
歐姓是中国的姓氏之一，與欧阳姓、欧候姓、區姓同出於一個源頭。在《百家姓》中排名第361位。是中国人口最多的一百三十四位姓氏，欧氏在台湾排名七十二位，在粤、湘、川地区影响较大。当今欧姓族群约占全国人口0.09%，总人口约113万。欧姓族群与古代的越族，俚人漢化有密切的關係。

## 起源
欧姓源于姒姓，最早可追溯至4000年前的夏朝。据《姓氏考略》载： 夏朝皇帝少康的庶子无余，被册封于会稽，以守大禹的祭祀。无余的后人后来建立越国，为诸侯国，另一支则流落在欧餘山地区，成为欧冶氏。春秋时期，诸侯争霸，时局动荡，越国加入到争霸序列中去。公元前494年，吴王夫差在夫椒之战中灭越。十九年后越王勾践复国，通过卧薪尝胆，于473年灭掉吴国。自此，越国实力大增。至勾践第六世孙无疆为越王时对楚用兵，反被楚灭，无疆阵亡。楚灭越后改越地为江东郡，越余部分为许多小国散处于滨海地区，臣服于楚。无疆的次子蹄被楚王封于乌程欧餘山的南部，世以山南为阳，称欧阳亭侯。无疆的子孙以封地山名和封爵名为姓氏，形成了欧、欧阳、欧侯三个姓氏。到汉景帝时，西汉有欧姓一富商，乐善好施，深得皇帝赏识，赐姓为区，自此在欧姓族群中又分支出了区姓。故区姓、欧姓、欧阳姓源皆为同宗一脉，概不通婚。

## 历史沿迁

### 先秦-唐宋
先秦时期，欧姓主要活跃于越国故地（浙江）沿海一带。汉晋时，欧姓族群开始向江苏、江西、福建一带迁徙。唐宋时期，中原地区两次大规模移民，欧姓族群进入福建、湖南、两广地区。宋朝时，欧姓族群大约2万人，占当时人口的0.03%，全国姓氏排名在二百名以后。欧姓主要分布于湖南、湖北、江西、福建、一带。欧姓族最多的是湖南，约占当时欧姓族群的43%。

### 宋、元、明
在宋元明的时期，欧姓族群开始大量向南迁徙，由此形成了以湖南为中心，向两广流动的新布局。在此期间，由于南越人大量汉化，欧姓族群的增长率高于全国人口的增长率。明朝时，欧姓族群大约7万人，约占当时全国人口的0.08%，排在一百五十位以后。此时欧姓人口集中分布于湖南、两广，其次分布于四川，江都等地。其中湖南仍为欧姓第一大省，约占欧姓族群的28%。

### 明清-当代
明末清初，闽粤之欧姓赴台谋生，欧姓族群开始进入台湾，进而播迁东南亚及欧美各国。台湾欧姓现多居住在台湾的高雄市三民区、高雄县苓雅区、臺北市、澎湖县马公、湖西、新北市及雲林縣斗南等地区。自清末至当代，欧姓族群呈上升趋势，约占全国人口0.09%，总人口约113万，排名第134位。集中分布于，广东、湖南、四川，约占整个欧氏族群60%。其次分布于贵州、重庆、广西、福建、台湾、海南、云南，约占整个族群29%。其中广东约占全部欧氏族群32%，为欧氏族群第一大省。
歐陽姓的台灣人多改為歐姓，因當時日本政府不喜歡台灣人的姓名在四字以上，以便區別日人與台人，復由於歐陽一姓中之陽字，認應避諱日本之太陽旗，乃強迫歐陽姓氏的台灣人改為單姓歐。後來抗戰時金門新加坡被日軍佔據，兩地的歐陽氏也同樣被改姓。

## 分布状况
欧姓族群主要分布在江苏、浙江、山西、江西、福建、广东、广西、海南、四川、重庆、湖南、湖北、台湾等地，尤以广东、湖南居多；东南亚一带和欧美等国均有欧姓人聚居。

## 郡望
- 平阳郡
- 庐陵郡
- 渤海郡
- 鄱阳郡

## 堂号
- 平阳堂
- 渤海堂
- 庐陵堂
- 鄱阳堂
- 八剑堂
- 六一堂
- 画荻堂
- 廷鉴堂
- 光六堂
- 笃亲堂
- 文忠堂
- 余山堂
- 敦本堂
- 本仁堂
- 光远堂
- 余庆堂
- 伦叙堂
- 忠厚堂
- 学士堂
- 立三堂

## 延伸阅读
[在维基数据编辑]
 《百家姓》
 《欽定古今圖書集成·明倫彙編·氏族典·歐姓部》，出自陈梦雷《古今圖書集成》